# Hervé d’Encausse
Hervé d’Encausse (ur. 27 września 1943 w Hanoi) – francuski lekkoatleta, specjalista skoku o tyczce.
Rozpoczął karierę międzynarodową zdobyciem 3. miejsca na igrzyskach śródziemnomorskich w 1963 w Neapolu. Na igrzyskach olimpijskich w 1964 w Tokio zajął w finale 15. miejsce.
Na mistrzostwach Europy w 1966 w Budapeszcie zdobył brązowy medal, przegrywając jedynie z Wolfgangiem Nordwigiem z Niemieckiej Republiki Demokratycznej i Christosem Papanikolau z Grecji.
9 września 1967 w Manosque ustanowił rekord Europy wynikiem 5,28 m, który w następnym miesiącu został poprawiony przez Christosa Papanikolau. D’Encausse odzyskał rekord Europy 5 czerwca 1968 w Saint-Maur, skacząc 5,37 m. Zajął 7. miejsce na igrzyskach olimpijskich w 1968 w Meksyku. Na kolejnych igrzyskach olimpijskich w 1972 w Monachium nie wszedł do finału.
W latach 1965–1968 siedmiokrotnie poprawiał rekord Francji w skoku o tyczce doprowadzając go do wyniku 5,37 m, który jest również jego rekordem życiowym.
Był mistrzem Francji w 1965, 1966, 1968 i 1972 oraz brązowym medalistą w 1970. W hali był brązowym medalistą w 1972.
Jego syn Philippe był także znanym tyczkarzem, dwukrotnym olimpijczykiem.